# Warfalla
Warfalla (arabsky: ورفلة) je kmen, který žije v západní části Libye, v Baní Walíd. Během občanské války kmen několikrát povstal proti Národní přechodné radě, což je také důvodem, proč povstalci nemohli město dlouho dobýt; bylo totiž jedním z nejvěrnějších Kaddáfímu v Libyi. V současné době (během občanské války), drží města v Misurátě a v dalších oblastech Libye.
V roce 2011 měl asi milion příslušníků a byl tak jedním z největších kmenů v Libyi.